# Peglerochaete setiger
Peglerochaete setiger är en svampart som beskrevs av Sarwal & Locq. 1983. Peglerochaete setiger ingår i släktet Peglerochaete och familjen Tricholomataceae.   Inga underarter finns listade i Catalogue of Life.